# Triunfo de la Candelaria

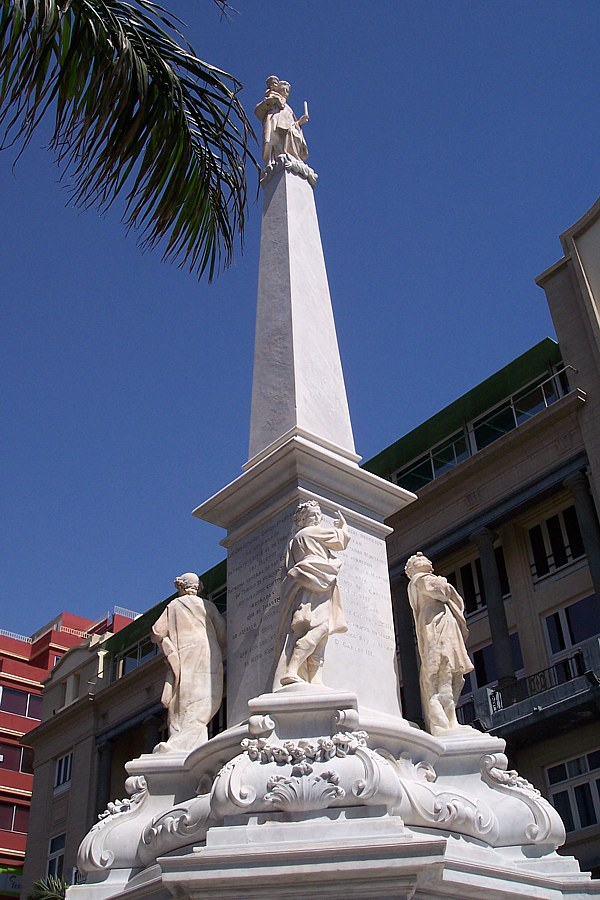
Obelisco chiamato Triunfo de la Candelaria.

Il Triunfo de la Candelaria, chiamato anche Obelisco de la Candelaria, è uno principali monumenti scultorei della città di Santa Cruz de Tenerife (Isole Canarie, Spagna). Si trova in Piazza della Candelaria.
Il monumento è in marmo di Carrara ed è stato scolpito a Genova dallo scultore genovese Pasquale Bocciardo nel 1768, ma fu eretto nella piazza solo nel dicembre 1769 o poco dopo e comunque prima della festa dell'Immacolata (8 dicembre 1770), data in cui il monumento fu benedetto dal vescovo.
Dato che il livello della piazza fu modificato nel 1813 e nuovamente nel 1928 il basamento ha subito trasformazioni, adattando l'altezza complessiva del monumento, senza allontanarla troppo dal valore di circa 11 metri. Il supporto ottagonale con volute floreali era originariamente appoggiato su una base rettangolare, decorata negli angoli con putti cavalcanti delfini e simboleggianti le quattro stagioni. Le quattro statue in marmo sopra il supporto ottagonale rappresentano i re indigeni Guanci, che si sono sottomessi all'immagine della Vergine della Candelaria (patrona delle Isole Canarie), posta sopra un obelisco.
Molti libri di viaggio scritti nel XIX e XX secolo descrivono o parlano di questo monumento, che per buona parte del XX secolo è stato il primo simbolo o monumento religioso che i passeggeri incontravano sbarcando a Tenerife.
Attualmente nel mese di maggio vengono poste offerte floreali ai piedi del Triunfo de la Candelaria, in commemorazione delle "Fiestas de Mayo", che celebravano l'anniversario della fondazione della città di Santa Cruz de Tenerife.